# Speedy (Automarke)
Speedy war eine britische Automobilmarke, die zwischen 1920 und 1921 von der Pullinger Engineering Co. Ltd. in Peckham, London, gebaut wurde.
Der Speedy war ein Cyclecar mit V2-Motor von J.A.P. Der Motor leistete 8 bhp (5,9 kW).